# Air Åland
Air Åland – byłe alandzkie linie lotnicze z siedzibą w Maarianhamina na Wyspach Alandzkich. Głównym węzłem linii był port lotniczy Mariehamn, skąd odbywały się loty do Helsinek i Sztokholmu-Arlandy.
W 2012 roku linie zaprzestały wszelkiej działalności. 